# Hrenovče
Hrenovče (nemško Krenobitsch) je naselje v Občini Velikovec v Okraju Velikovec na Koroškem v Avstriji.